# 技術者們
《技術者們》（韓語：기술자들）是於2014年12月24日上映的韓國電影，由曾獲得第33屆青龍電影獎新人導演獎的金泓善所執導。此片以犯罪為題材﹑港口為背景，講述高智商、高技術的罪犯們的活躍表現以及他們之間所發生的故事，主要圍繞著韓國實力最強的金庫盜竊犯志赫、他的同夥、刑警以及當地反派勢力。由金宇彬、李玹雨、高昌錫、趙胤熙主演，於2014年3月開拍，8月12日正式殺青，拍攝歷時長達5個月。

## 劇情
年輕帥氣的志赫（金宇彬飾演），被譽為是竊盜界的最強頭腦，任何金庫都難不倒他，還能偽造一切資料，制訂滴水不漏的竊盜計劃。他聯手人力調配專家具仁（高昌錫飾演），以及超強駭客鐘裴（李玹雨飾演），向安全防盜措施最嚴密的珠寶機構偷取高價鑽石。三人以出眾實力成功完成任務，並在竊盜界一夕成名。耳聞三人實力的黑手黨趙社長（金永哲飾演），決定網羅他們，希望他們加入最高難度的偷竊任務──在40分鐘內盜取藏於仁川海關的1500億圜黑錢。

## 演員陣容
| 演員     | 角色   | 介紹 |
| 金宇彬   | 李志赫 | 31歲。美術系畢業，主修西洋繪畫。專精於偷盜藝術品，是最強的金庫盜竊犯，保險櫃的「業界大師」，能打開任何保險櫃，頭腦發達，從造假到制定計畫無所不能。靠近趙泰鎮是為了替死去的老師討回公道。                        |
| 李玹雨   | 朴鐘裴 | 25歲。人小鬼大、沉穩可靠，年紀雖小，卻是業界最頂尖的天才駭客。性格火烈、說話直白，據傳經常背叛合作者，後來受到具仁及志赫的邀請，進入組織。 進入組織後除了擔任駭客外，亦在1500億竊盜案中扮演關鍵的雙面間諜角色。 |
| 高昌錫   | 金具仁 | 42歲。工程系畢業，擅長製造炸彈，也是志赫最堅實的助力者，有著出色的人脈技術和廚藝。相較於志赫的果斷敢衝，他的行事作風屬於保守且步步為營的類型。                                                                  |
| 趙胤熙   | 吳恩夏 | 美術館職員。志赫師父的女兒，被趙泰鎮當成人質威脅志赫。 |
| 金永哲   | 趙泰鎮 | 中國城的Boss，志赫的委託人。目標為搶走仁川港的1500億現金。殺死志赫老師的幕後黑手。 |
| 林周煥   | 李周煥 | 像趙社長的影子一般存在，是趙社長最得力的助手。志赫師父死亡執行者。臉上有疤，屬於話少但辦事幹練的人。 |
| 趙達煥   | 特寶   | 具仁的好友，汽車改造專家。租倉庫給志赫等人當基地。是1500億竊盜案中，志赫這邊不可或缺的人員。 |
| 申久     | 吳元章 | 志赫的師傅，恩夏的父親。為了保護恩夏安全不得不離開恩夏身邊。被趙泰鎮派出的李周煥殺死。 |
| 鄭滿植   |        | 檢察官。 |
| 申承煥   |        | 刑事班長。 |
| 車太鉉   | 車太鉉 | 客串。要跟特寶租倉庫的人。 |
| 任昌丁   | 任昌丁 | 餐廳主廚客串。認為番茄皮富含茄紅素，料理時不該去皮。 |
| 崔丹尼爾 |        | 畫廊代表客串。 |

## 票房
在韓國自上映起，單日票房即僅次同為12月上映的韓國千萬大片《國際市場》，最終票房突破基本損益點(盈虧分界點)250萬觀影人次，達到2,564,340觀影人次。

## 外部連結
- 官方網站 （页面存档备份，存于）
- 韩国电影数据库（KMDb）上《技術者們》的資料
- 互联网电影数据库（IMDb）上《技術者們》的资料（英文）
- 《技術者們》在HanCinema的页面（英文）